# 比利時唱片音樂協會
比利時唱片音樂協會（英語：Belgian Recorded Music Association）是於2008年2月成立的比利时非營利娛樂協會，主要維護维护音乐、影视产业和电子游戏产业的利益，是國際唱片業協會的成員與国际标准音像制品编码管理機構，負責製作官方音樂排行榜「Ultratop榜」和頒發唱片銷售認證。
協會於2022年4月25日更名，其前身比利時娛樂協會（Belgian Entertainment Association），由國際唱片業協會比利时分会、比利时影视同盟与比利時盧森堡互動軟件協會合并而成，按照業務區分，比利時娛樂協會又分為BEA Music、BEA Video和BEA Interactive。在2013年，協會與比利時電影發行協會（ABDF）達成戰略合作。

## 唱片認證
比利時唱片音樂協會現行對專輯、單曲和DVD頒發唱片銷售認證。2024年的專輯認證標準為金10,000、白金20,000、鑽石100,000，採用荷蘭語或法語演唱的本地單曲認證標準為金10,000、白金20,000、鑽石100,000，國外單曲認證標準為金20,000、白金40,000、鑽石200,000，DVD認證標準為金5,000、白金10,000。自2017年1月起，唱片銷售認證基於串流、數位下載和實體銷售，每完整下載、售出1張或串流專輯曲目1500次可折合1個专辑單位，每完整下載、售出1首或串流超過30秒150次可折合1個單曲單位。此外，認證有時間限制，登上排行榜的單曲有12個月，而專輯則是2年時間獲頒認證，協會此舉是避免老作品能在多年後輕鬆獲得認證。

## 外部連結
- 官方网站